# Dusona fundator
Dusona fundator là một loài tò vò trong họ Ichneumonidae.